# 朱冠 (正德進士)
朱冠（1479年—？年），字仲瞻，河南汝宁府光州固始縣人，民籍。

## 生平
治《春秋》，行二，由國子生中式甲子科（1504年）河南鄉試第四名舉人，年三十歲中式正德三年（1508年）戊辰科會試第一百四十二名，第三甲第一百七十九名進士。四年闰九月选授广西道試御史，六年出巡两淮，疏陈鹾政四事，上嘉纳之。七年壬申流寇攻陷固始，父朱纪、母李氏皆被害，朱冠悲痛欲绝，哀毁骨立。喪期過後，绝意仕途，多次被举荐为官，都未赴任。嘉靖二年（1523年）二月升任江西按察司佥事，推辞未獲准，遂單騎上任，居一月复上章乞归，自是闭门养寂，凡公私宴会俱不赴。每言及壬申之变，辄涕泣不已，竟以是感疾卒，谥恭节。

## 家族
曾祖朱永和。祖父朱本。父朱纪，义官。母李氏。具庆下。兄翠，义官；弟佩、衣。